# Bomarsund
Bomarsund är ett trångt sund i Sunds kommun på Åland vid gränsen mellan fasta Åland och den nordöstra skärgården. Vid Bomarsund finns ruinerna av Bomarsunds fästning som började byggas 1832 och förstördes under Krimkriget 1854.
På Bomarsunds västra sida finns byn Bomarsund och på den östra sidan ön Prästö. Sundet korsas av bågbron Bomarsunds bro (i folkmun Prästöbron), byggd 1958, som är en del av landskapsväg 2. Bron har nått slutet på sin tekniska livslängd och kommer att ersättas med en ny bredare bro som beräknas vara klar år 2023.